# Cryptodrassus hungaricus
Espèce
Synonymes
- Zelotes hungaricus Balogh, 1935
- Cryptodrassus pulchellus Miller, 1943

Cryptodrassus hungaricus est une espèce d'araignées aranéomorphes de la famille des Gnaphosidae.

## Distribution
Cette espèce se rencontre en Europe de la France à l'Azerbaïdjan.

## Description
Le mâle mesure 1,9 mm et la femelle 1,9 mm.

## Systématique et taxinomie
Cette espèce a été décrite sous le protonyme Zelotes hungaricus par Balogh en 1935. Elle est placée dans le genre Cryptodrassus par Weiss, Szinetár et Samu en 1998.
Cryptodrassus pulchellus a été placée en synonymie par Weiss, Szinetár et Samu en 1998.

## Étymologie
Son nom d'espèce lui a été donné en référence au lieu de sa découverte, la Hongrie.

## Publication originale
- Balogh, 1935 : A Sashegy pokfaunaja. Budapest, p. 1-60.